# Dima nebriomorpha
Dima nebriomorpha là một loài bọ cánh cứng trong họ Elateridae. Loài này được Suzuki miêu tả khoa học năm 1978.